# Huttonobesseria verecunda
Huttonobesseria verecunda är en tvåvingeart som först beskrevs av Frederick Wollaston Hutton 1901.  Huttonobesseria verecunda ingår i släktet Huttonobesseria och familjen parasitflugor. Inga underarter finns listade i Catalogue of Life.